# مسجد جامع استای
مسجد جامع استای مربوط به اواخر دوره صفوی -اوایل دوره قاجار است و در شهرستان تایباد، بخش مرکزی، روستای استای واقع شده و این اثر در تاریخ ۱۲ تیر ۱۳۸۴ با شمارهٔ ثبت ۱۲۰۸۱ به‌عنوان یکی از آثار ملی ایران به ثبت رسیده است.